# Australian Championships 1948
Gli Australian Championships 1948 (conosciuto oggi come Australian Open) sono stati la 36ª edizione degli Australian Championships e prima prova stagionale dello Slam per il 1948. Si è disputato dal 17 al 26 gennaio 1948 sui campi in erba del Kooyong Stadium di Melbourne in Australia.
Il singolare maschile è stato vinto dall'australiano Adrian Quist, che si è imposto sul connazionale John Bromwich in cinque set. Il singolare femminile è stato vinto dall'australiana Nancye Wynne Bolton, che ha battuto la connazionale Marie Toomey in due set. Nel doppio maschile si è imposta la coppia formata da John Bromwich e Adrian Quist, mentre nel doppio femminile hanno trionfato Thelma Coyne Long e Nancye Wynne Bolton. Il doppio misto è stato vinto da Nancye Wynne Bolton e Colin Long.

## Risultati

### Singolare maschile
Adrian Quist ha battuto in finale  John Bromwich con il punteggio di 6–4, 3–6, 6–3, 2–6, 6–3

### Singolare femminile
Nancye Wynne Bolton ha battuto in finale  Marie Toomey con il punteggio di 6–3, 6–1

### Doppio maschile
John Bromwich /  Adrian Quist hanno battuto in finale  Colin Long /  Frank Sedgman con il punteggio di 1–6, 6–8, 9–7, 6–3, 8–6

### Doppio femminile
Thelma Coyne Long /  Nancye Wynne Bolton hanno battuto in finale  Mary Bevis Hawton /  Pat Jones con il punteggio di 6–3, 6–3

### Doppio misto
Nancye Wynne Bolton /  Colin Long hanno battuto in finale  Thelma Coyne Long /  Bill Sidwell con il punteggio di 7–5, 4–6, 8–6